# Waake

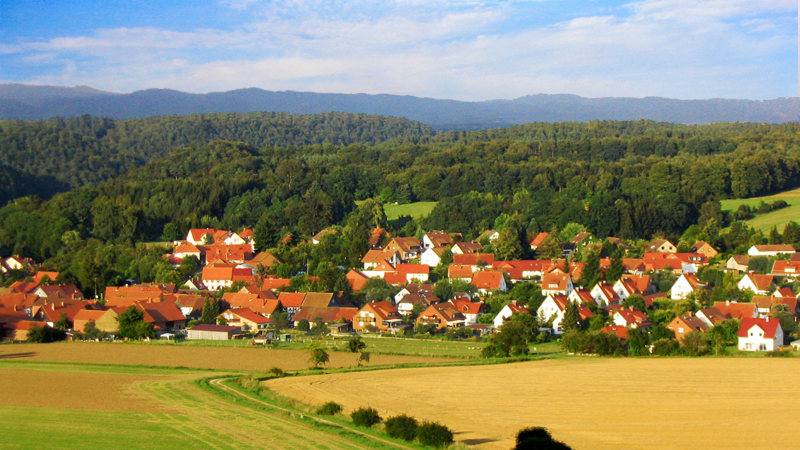
Waake mit Blick auf das Harzvorland

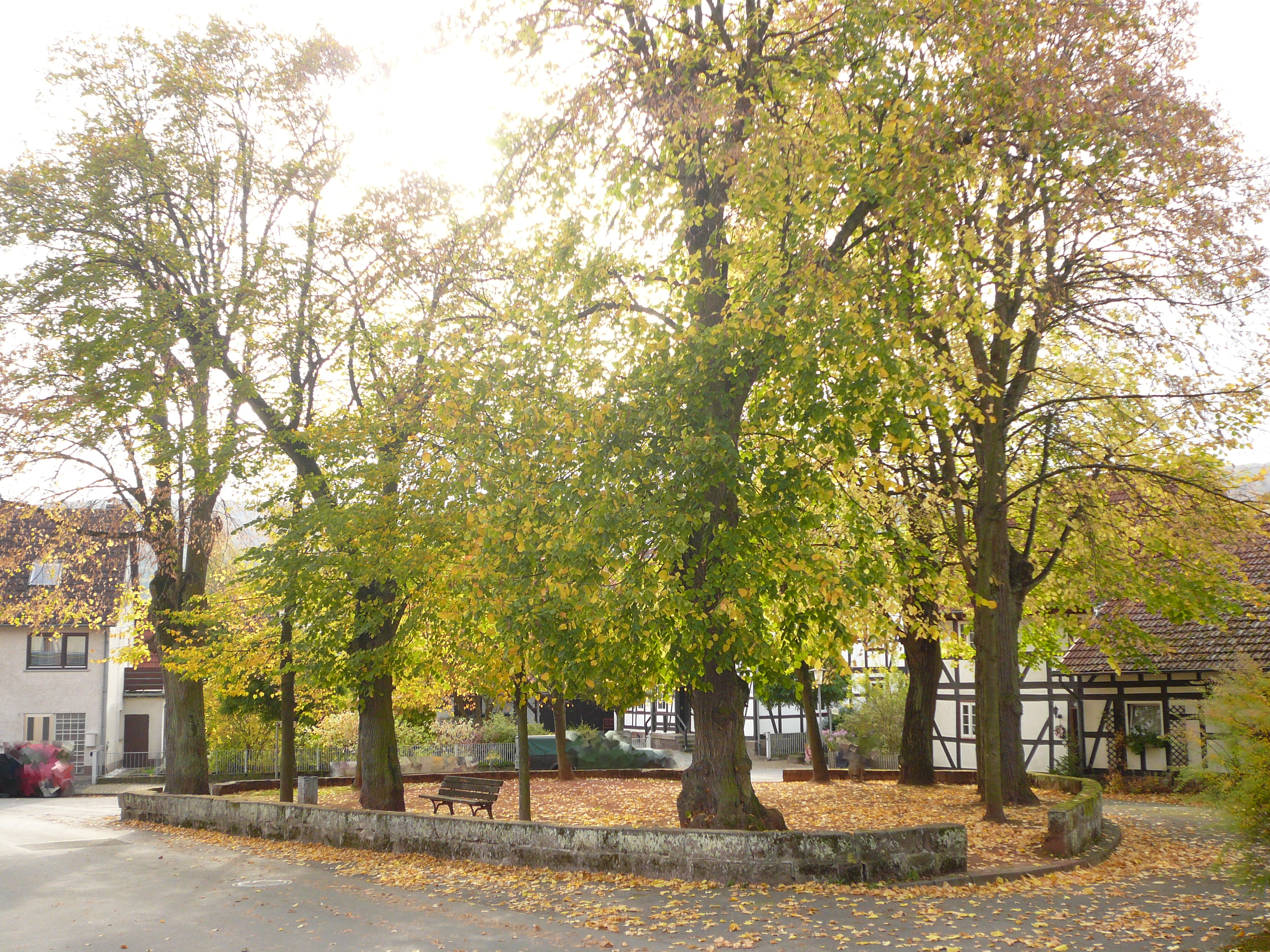
Tieplatz in Waake

Waake ist eine Gemeinde der Samtgemeinde Radolfshausen im Landkreis Göttingen in Niedersachsen (Deutschland). Die Gemeinde, die sich auf 7,9 km² Fläche erstreckt, hat insgesamt 1372 Einwohner, davon 968 in Waake und 404 im Ortsteil Bösinghausen. In Waake gibt es einen der wenigen erhaltenen Tieplätze, die einst für diese Region typisch waren.

## Geografie
Waake liegt etwa 9 km ostnordöstlich von Göttingen im Nordostteil des Göttinger Walds. Durch die Gemeinde fließt der Bach Aue, ein westlicher Zufluss der Suhle. Sie ist von einem Abschnitt der B 27 durchzogen, die in West-Ost-Richtung Göttingen und Ebergötzen miteinander verbindet.

## Geschichte
Urkundlich erstmals erwähnt wurde Waake 1013 als Gutsbesitz des Marienklosters zu Hildesheim.
Im 12. Jahrhundert war es Teil des Herzogtums Sachsen, später ging es in das Herzogtum Braunschweig-Lüneburg über. Die Herren von Uslar verpfändeten im 14. Jahrhundert das Dorf. Abgaben waren von der Bevölkerung jedoch auch an Herren von der Plesse und an den Landgrafen von Hessen zu zahlen.
Ein Konflikt zwischen der nach Autonomie strebenden Stadt Göttingen und Waake ergab sich im 14. Jahrhundert, als sich Göttingen von Waake als landesherrlichen Stützpunkt bedroht sah. In einem anschließenden Versöhnungsbrief an den Rat der Stadt erscheint 1312 Konemundus dictus de Hilckerode, der als Inhaber des Gutes und Hauses zu Waake (in villa Wakene), gilt und damit über Güterbesitz in Waake verfügte. 1385 wird in den Urkunden von Bertold von Hildekerode berichtet, einem vermeintlichen Nachfolger des Konemundus. In ebendieser Zeit benannte sich auch die Familie von Waken nach dem Dorf. Ein Vertreter dieses Geschlechtes, Cunemund von Waken, stiftete 1341 gemeinsam mit dem Scholaster Heinrich von Grone die Magdalena-Vikarie zu Nörten-Hardenberg.
Im Jahre 1700 wurde das Rittergut Waake mit allen Nutzungsrechten von den Herren von Uslar-Gleichen an den hannoverschen Oberforst- und Jägermeister Hartmann Ludwig von Wangenheim als Lehen übertragen. Gutsverwalter in Waake und Gerichtsverwalter aus Göttingen vertraten den in Hannover ansässigen Adel. Das Gut mit seinen Stallungen und dem Schloss (heute zu sehen an der B 27 Ortsausgang Richtung Göttingen) war also herrschaftlicher und administrativer Mittelpunkt des Dorfes. Das Rittergut umfasste im 18. Jahrhundert knapp 480 Morgen Ackerland und 40 Wiesen. In den weiteren Jahren wurde das Gut allmählich vergrößert, so kamen 1820 das Vorwerk Neuwaake und 1823 das Gut Kescheroe, welches 285 Morgen Ackerland und drei Wiesen besaß, hinzu. Weiterhin wurde der Zehnt vom Gut Kescheroe beansprucht, die ein Ausmaß von 3500 Bauernland hatte. Das gesamte Areal des Rittergutes Waake erreichte seine maximale Ausdehnung mit 750 Morgen Land und 35 Morgen Wiesen, ohne das Gut Kescheroe, durch stetige Gebietserwerbungen in der Mitte des 18. Jahrhunderts. Getreide, Hülsenfrüchte, Kartoffeln und Gemüse wurden angebaut und daneben eine intensive Viehzucht betrieben. Mit der finanzieller Unterstützung der Wangenheims als Kirchenpatrone wurde bereits 1714 das Waaker Kirchenschiff neu gebaut.
Der Ort Waake besaß im 19. Jahrhundert den Charakter eines Spinner- und Tuchmacherdorfes, welcher es mit sich brachte, dass man auf den Wirtschaftsarealen zur Wollgewinnung auch durchgehend eine tausendköpfige Schafherde hielt. Eine Brauerei und Brennerei sind ebenfalls für diese Zeit bezeugt, die jedoch nicht von Erfolg gekrönt, ihren Betrieb schnell wieder einstellten.
Im Jahre 1851 wurde das Gut freies allodes Eigentum der Familie von Wangenheim, zehn Jahre später Familienfideikommiss. Zu dieser Zeit war der Klosterkammerdirektor Freiherr Hermann von Wangenheim Gutsherr in Waake. Ihm folgte der Sohn Adolf Freiherr von Wangenheim-Wake (1854–1936) Grundbesitzer des Gutsareals. Ihm gehörte mit Eldenburg noch eine Begüterung in Nordbrandenburg. Beides erbte der Sohn Freiherr Walrab von Wangenheim, dann wiederum dessen Sohn Freiherr Adlf von Wangenheim.

## Eingemeindungen
Am 1. Januar 1973 wurde die Nachbargemeinde Bösinghausen eingegliedert. Am 1. Januar 1973 wurde Falkenhagen in die Gemeinde Landolfshausen eingegliedert.
Waake ist seit der kommunalen Neugliederung von 1973 eine Mitgliedsgemeinde der Samtgemeinde Radolfshausen.

## Politik

### Gemeinderat
Der Gemeinderat in Waake besteht aus elf Ratsmitgliedern:
| Parteien und Wählergemeinschaften | Parteien und Wählergemeinschaften           | % 2021 | Sitze 2021 | % 2016 | Sitze 2016 | % 2011 | Sitze 2011 | % 2006 | Sitze 2006 | % 2001 | Sitze 2001 | Gemeinderatswahl 2021 %50403020100 42,38 %34,47 %23,15 % SPDCDUGrüneGewinne und Verlusteim Vergleich zu 2016 %p 4 2 0 −2 −4−0,45 %p−1,86 %p+2,31 %pSPDCDUGrüne |
| SPD                               | Sozialdemokratische Partei Deutschlands     | 42,38  | 5          | 42,83  | 5          | 46,04  | 5          | 48,92  | 5          | 63,77  | 7          | Gemeinderatswahl 2021 %50403020100 42,38 %34,47 %23,15 % SPDCDUGrüneGewinne und Verlusteim Vergleich zu 2016 %p 4 2 0 −2 −4−0,45 %p−1,86 %p+2,31 %pSPDCDUGrüne |
| CDU                               | Christlich Demokratische Union Deutschlands | 34,47  | 4          | 36,33  | 4          | 25,45  | 3          | 24,36  | 3          | 25,06  | 3          | Gemeinderatswahl 2021 %50403020100 42,38 %34,47 %23,15 % SPDCDUGrüneGewinne und Verlusteim Vergleich zu 2016 %p 4 2 0 −2 −4−0,45 %p−1,86 %p+2,31 %pSPDCDUGrüne |
| GRÜNE                             | Bündnis 90/Die Grünen                       | 23,15  | 2          | 20,84  | 2          | 28,51  | 3          | 18,59  | 2          | —      | —          | Gemeinderatswahl 2021 %50403020100 42,38 %34,47 %23,15 % SPDCDUGrüneGewinne und Verlusteim Vergleich zu 2016 %p 4 2 0 −2 −4−0,45 %p−1,86 %p+2,31 %pSPDCDUGrüne |
| FDP                               | Freie Demokratische Partei                  | —      | —          | —      | —          | —      | —          | 8,12   | 1          | 11,17  | 1          | Gemeinderatswahl 2021 %50403020100 42,38 %34,47 %23,15 % SPDCDUGrüneGewinne und Verlusteim Vergleich zu 2016 %p 4 2 0 −2 −4−0,45 %p−1,86 %p+2,31 %pSPDCDUGrüne |
| gesamt                            | gesamt                                      | 100,0  | 11         | 100,0  | 11         | 100,0  | 11         | 100,0  | 11         | 100,0  | 11         | Gemeinderatswahl 2021 %50403020100 42,38 %34,47 %23,15 % SPDCDUGrüneGewinne und Verlusteim Vergleich zu 2016 %p 4 2 0 −2 −4−0,45 %p−1,86 %p+2,31 %pSPDCDUGrüne |
| Wahlbeteiligung in %              | Wahlbeteiligung in %                        | 70,16  | 70,16      | 72,45  | 72,45      | 69,05  | 69,05      | 64,06  | 64,06      |        |            | Gemeinderatswahl 2021 %50403020100 42,38 %34,47 %23,15 % SPDCDUGrüneGewinne und Verlusteim Vergleich zu 2016 %p 4 2 0 −2 −4−0,45 %p−1,86 %p+2,31 %pSPDCDUGrüne |

### Wappen und Flagge

Wappen
Hissflagge

Blasonierung: „In Rot ein goldener (gelber) Hausanker (Maueranker).“
Das Wappen wurde am 4. Dezember 1989 vom Oberkreisdirektor des Landkreises Göttingen genehmigt. Es ist abgeleitet vom ältesten bekannten Siegel aus dem Jahre 1370 des aus Waake stammenden Hannes van Wakene de eldere, einem alten Göttinger Ratsherrengeschlecht. Das Symbol, ein Haus- oder Maueranker, wird als Hausmarke der Familie bezeichnet. Die Farben Gold und Rot geben Hinweis auf die erste Erwähnung Waakes in einer Schenkungsurkunde aus dem Jahre 1022 des Michaelisklosters Hildesheim sowie auf die lange Zugehörigkeit zum welfischen Herrschaftsbereich und zum Landkreis Göttingen.
Beschreibung der Flagge: „Die Flagge ist gelb-rot quergestreift mit aufgelegtem Wappen in der Mitte.“

## Kultur und Sehenswürdigkeiten
In der Liste der Baudenkmale in Waake sind für den Ortsteil Waake 22 Baudenkmale aufgeführt.

### Aussichtsturm und Fliehburg Hünstollen
Vom nordwestlich von Bösinghausen im Göttinger Wald auf dem Berg Hünstollen stehenden Aussichtsturm bietet sich eine weite Aussicht. Von dort sind Teile des Untereichsfelds sowie des Harzes (einschließlich des Brockens) einzusehen. Auf dem Hünstollen befand sich früher eine als Ringwall ausgebildete Fliehburg.

### Aussichtsturm Harzblick
Auch der Aussichtsturm Harzblick, der unweit vom benachbarten Landolfshausen-Mackenrode nahe der Mackenröder Spitze im Göttinger Wald steht, stellt einen guten Aussichtspunkt ebenfalls mit Blick zum Harz dar.

## Verkehr
Der Ort ist über die Bundesstraße 27 (Abschnitt Braunlage–Göttingen) erreichbar, die seit August 2015 Waake nördlich umgeht. Die alte Straße ist über die Anschlussstellen Waake-West und Waake-Ost an die dreispurige autobahnähnliche Ortsumgehung angeschlossen. Die Anschlussstellen sind jeweils nur in eine Richtung angelegt, sodass es nicht möglich ist, von Waake aus auf die Ortsumgehung zu gelangen. Bösinghäuser müssen in Richtung Göttingen, wo Anschluss an die Bundesautobahn 7 besteht, weiterhin Waake durchfahren.

## Söhne und Töchter der Gemeinde
- Oscar Döring (1844–1917), Mathematiker und Agrarmeteorologe
- Adolf Döring (1848–1925), Chemiker, Geologe und Zoologe
- Armin Sowa (* 1959), Basketballspieler

## Persönlichkeiten
- Hanno Sachsse, (1927–2006), Forstwissenschaftler, Holzwissenschaftler und Hochschullehrer, der zuletzt als Professor an der Universität Göttingen wirkte, wohnte in Waake

## Sagen
- Ludwig Bechstein: Von den Schweckhäuserbergen[14] (Sage über die Schweckhäuserberge zwischen den Orten Waake, Landolfshausen und Mackenrode. Angeblich stand dort auch eine Raubritterburg.)